# Liste der denkmalgeschützten Objekte in Henndorf am Wallersee
Die Liste der denkmalgeschützten Objekte in Henndorf am Wallersee enthält die 11 denkmalgeschützten, unbeweglichen Objekte der Gemeinde Henndorf am Wallersee.

## Denkmäler
| Foto |                 | Denkmal                                                                                     | Standort                                         | Beschreibung | Metadaten |
| ---- | --------------- | ------------------------------------------------------------------------------------------- | ------------------------------------------------ | --- | --- |
| ja   | Datei hochladen | Bauernhof, Grabengut HERIS-ID: 60082 Objekt-ID: 71945                                       | Berg 17 Standort KG: Henndorf                    | | BDA-Hist.: Q38090039 Status: Bescheid Stand der BDA-Liste: 2025-06-30 Name: Bauernhof, Grabengut GstNr.: 2564 Farmhouse Grabengut, Henndorf                                       |
| ja   | Datei hochladen | Ruine Lichtentann HERIS-ID: 15851 Objekt-ID: 12098                                          | östlich Berg 25 Standort KG: Henndorf            | → Hauptartikel : Burgruine Lichtentann f1 | BDA-Hist.: Q1015403 Status: Bescheid Stand der BDA-Liste: 2025-06-30 Name: Ruine Lichtentann GstNr.: 3100 Burg Lichtentann                                                        |
| ja   | Datei hochladen | Kath. Pfarrkirche hl. Vitus HERIS-ID: 15836 Objekt-ID: 12082                                | Dr.-Max-Gmachl-Weg 1 Standort KG: Henndorf       | Reste der Vorgängerbauten der Kirche wurden 1976 ergraben, die erste Kirche war eine Holzkirche einer vermutlich bajuwarischen Siedlung, die zweite Kirche eine romanische Saalkirche, die dritte Kirche eine gotische und urkundlich zweischiffige Kirche mit einem erhaltenen Westturm. Von 1792 bis 1797 wurde die heutige Kirche nach den Plänen des Hofmaurermeisters Johann Georg Laschenzky erbaut und 1825 geweiht. Das Hochaltarblatt hl. Veit malte Josef Gold (1872). Das linke Seitenaltarblatt Kreuzigung Christi malte Josef Rattensperger (1854). Anmerkung: Die angegebene Adresse ist der Pfarrhof. | BDA-Hist.: Q20720608 Status: § 2a Stand der BDA-Liste: 2025-06-30 Name: Kath. Pfarrkirche hl. Vitus GstNr.: 1784 Pfarrkirche Henndorf                                             |
| ja   | Datei hochladen | Haus Glaser HERIS-ID: 248636seit 2023                                                       | Fenning 34 Standort KG: Henndorf                 | Das in die Landschaft eingepasste Haus mit leicht geschwungenem Baukörper stammt von Fidelius Schmid aus dem Jahr 1929. | BDA-Hist.: Q119231412 Status: Bescheid Stand der BDA-Liste: 2025-06-30 Name: Haus Glaser GstNr.: .340, 1338/3 Haus Glaser                                                         |
| ja   | Datei hochladen | Bürgerhaus, Häusl an der Jägerleiten 82, Freumbichler-Haus HERIS-ID: 36457 Objekt-ID: 35393 | Franz-Stelzhamer-Straße 10 Standort KG: Henndorf | Das zweigeschoßige gemauerte Bürgerhaus unter einem Satteldach zeigt einen gebretterten Giebel. Es ist das Geburtshaus des Dichters Johannes Freumbichler, heute Literaturhaus Henndorf. | BDA-Hist.: Q20754382 Status: Bescheid Stand der BDA-Liste: 2025-06-30 Name: Bürgerhaus, Häusl an der Jägerleiten 82, Freumbichler-Haus GstNr.: 1797/3 Freumbichler-Haus, Henndorf |
| ja   | Datei hochladen | Gasthaus zum Römerstein HERIS-ID: 15850 Objekt-ID: 12097                                    | Hauptstraße 52 Standort KG: Henndorf             | Der mächtige viergeschoßige Polygonbau ist am Rundbogenportal mit 1808 bezeichnet; die Mauern sind im Kern jedoch älter. | BDA-Hist.: Q37799149 Status: § 57-Mandatsbescheid Stand der BDA-Liste: 2025-06-30 Name: Gasthaus zum Römerstein GstNr.: .184                                                      |
| ja   | Datei hochladen | Moservilla HERIS-ID: 15847 Objekt-ID: 12094                                                 | Hauptstraße 55 Standort KG: Henndorf             | Der langgestreckte zweigeschoßige Barockbau aus dem Jahr 1712 war einst das erzbischöfliche Bräumeisterhaus. Die historistische Fassade stammt aus der Zeit um 1900. | BDA-Hist.: Q37799129 Status: Bescheid Stand der BDA-Liste: 2025-06-30 Name: Moservilla GstNr.: .188 Moservilla, Henndorf                                                          |
| ja   | Datei hochladen | Ehem. erzbischöfl. Brauhaus HERIS-ID: 15848 Objekt-ID: 12095                                | Hauptstraße 59 Standort KG: Henndorf             | Das große dreigeschoßige Gebäude diente einst als erzbischöfliches Bräuhaus und ist mit 1699 bezeichnet. Über der verputzten Bruchsteinfassade erhebt sich ein flaches Walmdach. Eine Besonderheit bilden die Breitfenster im ersten und dritten Geschoß. | BDA-Hist.: Q37799139 Status: Bescheid Stand der BDA-Liste: 2025-06-30 Name: Ehem. erzbischöfl. Brauhaus GstNr.: .189/1 Former brewery, Henndorf                                   |
| ja   | Datei hochladen | Kath. Filialkirche hl. Brigida in Ölling HERIS-ID: 15838 Objekt-ID: 12084                   | Wankham 11, gegenüber Standort KG: Henndorf      | Die Filialkirche steht östlich von Ölling allein auf einem Hügel. Der einheitlich spätgotische Bau wurde laut Bezeichnung auf einem Schlussstein um 1449 errichtet und weist einen verschindelten Dachreiter mit Pyramidenhelm auf. Der frei stehende Hochaltar ist mit 1715 bezeichnet. | BDA-Hist.: Q37799009 Status: § 2a Stand der BDA-Liste: 2025-06-30 Name: Kath. Filialkirche hl. Brigida in Ölling GstNr.: 3554 Filialkirche Brigida, Henndorf                      |
| ja   | Datei hochladen | Hl.-Grab(kapelle) Heiliges Grab HERIS-ID: 15846 Objekt-ID: 12093                            | Standort KG: Henndorf                            | Die Kapelle wurde 1721 im Typus der barocken formelhaften Nachbildung des Grabes Christi in Jerusalem erbaut. Das Modell bei der Stiftung durch Johann Entzinger ist erhalten. | BDA-Hist.: Q20754353 Status: § 2a Stand der BDA-Liste: 2025-06-30 Name: Hl.-Grab(kapelle) Heiliges Grab GstNr.: 1783/1                                                            |
| ja   | Datei hochladen | Ruine Altentann HERIS-ID: 15835 Objekt-ID: 12081seit 2013                                   | bei Hof 31a Standort KG: Hof                     | Reste einer Burgruine mit nahezu kreisförmigem Wassergraben. Vor 1244 urkundliche Erwähnung des Ministerialengeschlechts von Tann. | BDA-Hist.: Q15108181 Status: Bescheid Stand der BDA-Liste: 2025-06-30 Name: Ruine Altentann GstNr.: 26, 27 Ruine Altentann                                                        |